# Ravós del Terri
Ravós de Terri és un poble de la comarca del Pla de l'Estany, pertanyent al municipi de Cornellà del Terri.
És dalt d'un cim, a la vora dreta del riu Terri, i abans de la integració al municipi de Cornellà, l'any 1976, formava part del terme municipal de Sant Andreu del Terri juntament amb el poble de Santa Llogaia.
L'església de Ravós, dedicada a sant Cugat, era originàriament la capella del castell que encara avui es pot veure, bé que convertit en casa de pagès. És un temple romànic, amb un absis adornat amb pilastres i arcs llombards, i amb una façana que sosté un campanar quadrat amb merlets, rematat per una mena de piràmide. La llinda d'entrada de l'església porta la data de 1611.
A l'interior, a la volta del presbiteri, es conserven unes importantíssimes pintures murals romàniques dels segles XII-XIII: hi ha representat el Pantocràtor i, al costat, els quatre evangelistes amb els símbols del sol, la lluna i dos querubins. Hom suposa que el seu autor fou un pintor itinerant que és conegut amb el sobrenom de Mestre de Ravós. Aquestes pintures, força esborrades pel pas del temps, varen ser refetes a començaments d'aquesta dècada i ara es poden contemplar amb tota nitidesa. A la sagristia es conserva una creu processional d'argent del segle xvi, un reliquiari i algunes peces del culte de gran valor artístic.

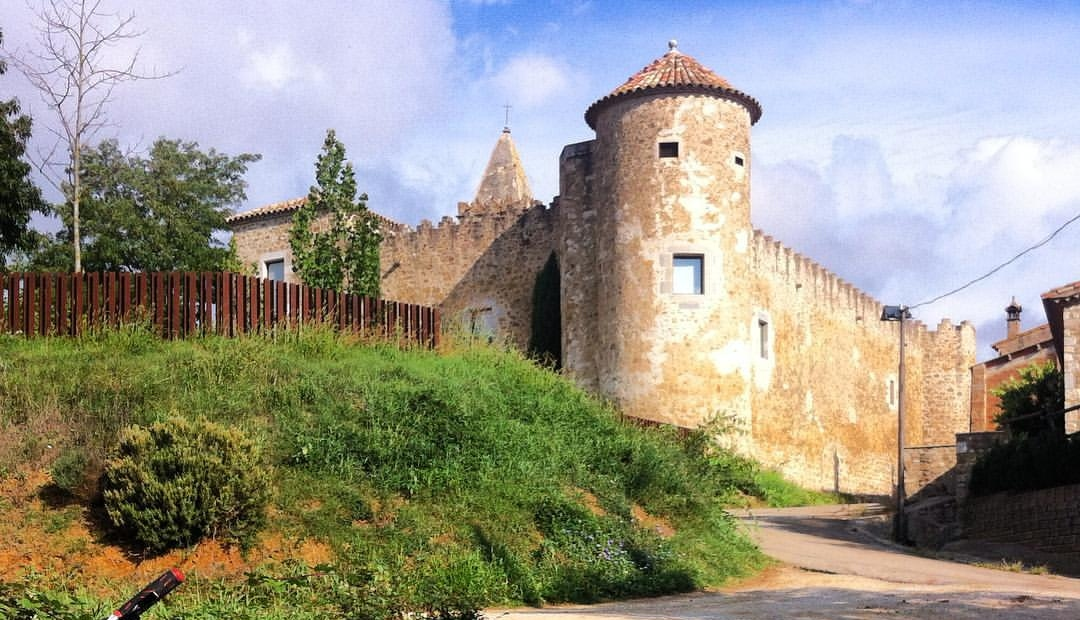
Castell de Ravós

Pel que fa al castell, documentat al segle xii, fou llarg temps de senyoria eclesiàstica. Més tard, amb la supressió de les senyories feudals i ja al segle xix amb la desamortització, el castell esdevé casa de pagès i comença a ser desfigurat amb l'obertura de finestrals i l'enderrocament d'algun merlet.
A hora d'ara, conserva bona part dels merlets primitius de tot el costat est i dues potents torres cilíndriques en força bon estat. Segons que opinen experts, és un castell amb força possibilitat de restauració a causa de la bona conservació de les dues esmentades torres de defensa i d'un bon pany de muralla.